# 審査法
審査法（英: Test Acts）はイングランドの一連の刑罰法で、官公庁に勤める者に対して宗教審査を行い、ローマ・カトリック信徒や非国教徒に対する様々な差別を行うことを定める。その根本方針は、国教徒であると告白する者は官公庁にとって望ましいということにほかならず、カトリックにしろ非国教徒にしろ国教会に従わぬものに重いペナルティを課すというのがこの基本方針の確約するところであった。実際には非国教徒は免責法によって通例これらの法律から免除されていた。

## 地方自治体法
ジェームズ1世の立法によって、帰化した者や血統上復元された者は聖餐に与ることが定められた。しかし、チャールズ2世の治世の間は、実際には国教会で聖餐に与ることは公職に就く者の必須条件とされた。この審査が課された最も初期の例として1661年の地方自治体令があり、国王の至上権を宣誓した者を除いて、地方自治体の役人は皆1年以内に国教会の礼拝様式に沿って聖餐に与らなければならないと定められた。

## 1673年法
この法律は1673年の審査法に引き続くものである (25 Car. II. c. 2) (全名は"An act for preventing dangers which may happen from popish recusants"である)。この法律は文武を問わずすべての公職者に対して、国王至上権に対する忠誠を誓い、全実体変化に反対すると署名し、就任後三か月以内に聖餐に与ることを強制した。1673年法の誓言は:
"I, N, do declare that I do believe that there is not any transubstantiation in the sacrament of the Lord's Supper, or in the elements of the bread and wine, at or after the consecration thereof by any person whatsoever."

## 1678年法
初めのうちは、審査法は貴族には適用されなかった; しかし1678年には審査法が拡張され(30 Car. II. st. 2)、全ての貴族および代議員に全実体変化や聖人に対する祈願、ミサのサクラメントに反対すると宣誓することが要求された。この改法によって両院から、なかでもウィリアム・ハワード (初代スタッフォード子爵)ら、貴族院の五大カトリック貴族が排除された。このことがカトリック陰謀事件の大きな原因となったと言われている。貴族はこの自分たちの教派所属に対する干渉に強く憤慨した; 彼らはこの法案の可決を可能な限り遅らせ、事実上のカトリック貴族の首魁たる未来のジェームズ2世のために免除する条文を含ませることによってこの法律を大幅に弱めた。

## 廃止

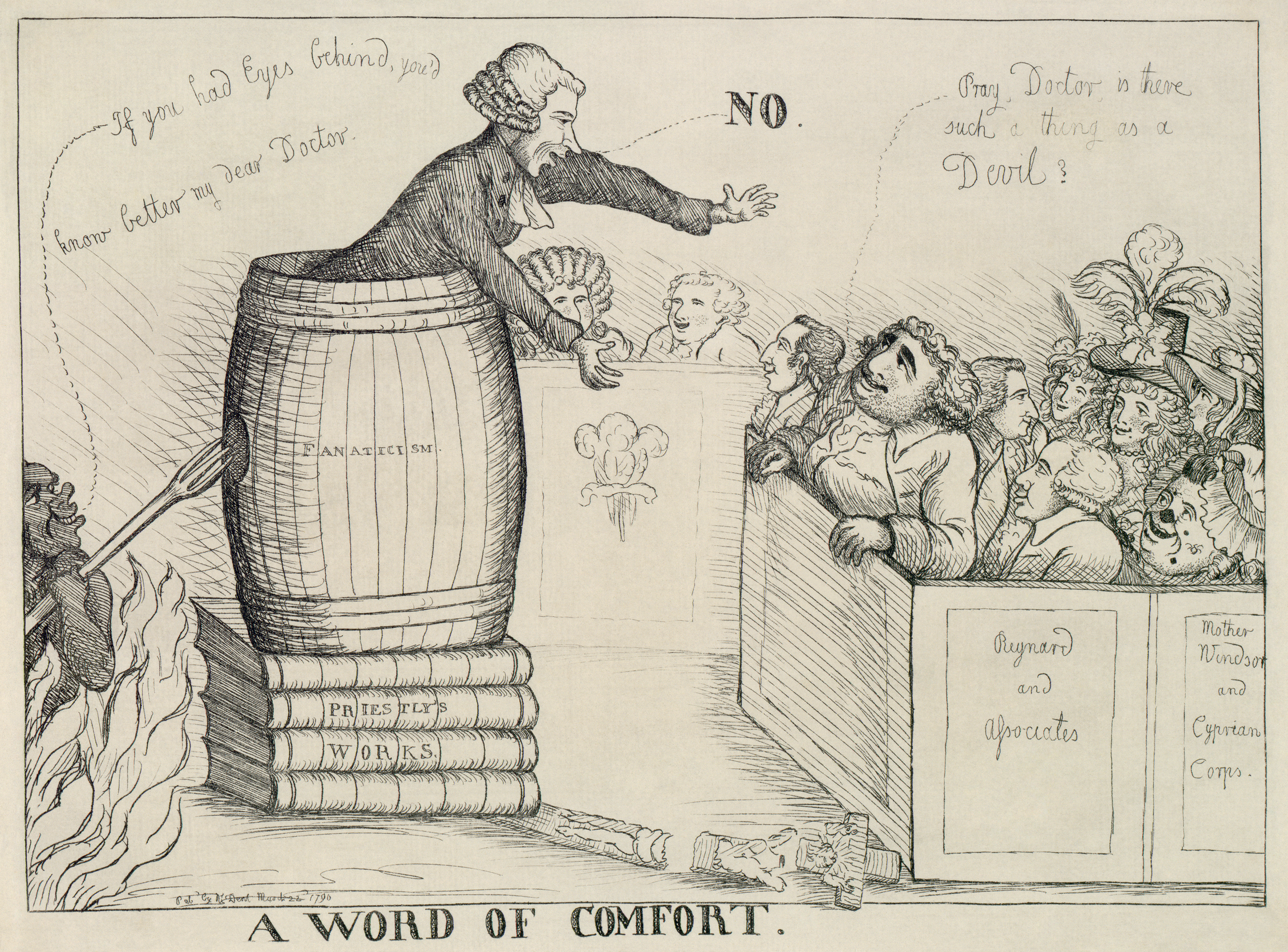
審査法・地方自治体法令に対するチャールズ・ジェームズ・フォックスの反対運動を表した1790年の風刺画。教会のボックス席に座っているフォックスに対して、積み上げられた自身の著作とその上に置かれ「狂信」と記された樽からなる説教壇の上からイギリスの自然哲学者・神学者のジョゼフ・プリーストリーが説教を行っている。フォックスは「なんとまあ、ここでは博士は悪魔みたいなものか？」と尋ねる。プリーストリーは「違う」と答える一方で、「お前が背後に目をやればもう少し分別が付きそうなものだがね、博士さん」と悪魔としての彼が彼自身に告げる。

公職に就くうえでサクラメントに与らないといけないという義務はジョージ4世治世の1828年に廃止され（1828年聖餐審査法）、国王至上権を認めることや全実体変化に反対すると宣言することを要求する法律は1829年カトリック解放法によって完全に廃止された。

## 関連図書
- Baynes, T. S.; Smith, W.R., eds. (1888). "Test Acts" . Encyclopædia Britannica (英語). Vol. XXIII (9th ed.). New York: Charles Scribner's Sons. p. 199.